# Sedução (telenovela)
Sedução é uma telenovela portuguesa produzida Plural Entertainment e exibida pela TVI entre 25 de outubro de 2010 e 3 de setembro de 2011 substituindo Meu Amor e sendo substituída meses mais tarde por Doce Tentação. Escrita por Rui Vilhena (autor de grandes êxitos como Ninguém como Tu e Tempo de Viver (2006)) com direção de Hugo de Sousa. A história decorre entre Lisboa e Montijo. Devido às baixas audiências, a trama foi exibida em horários tardios.
Conta com Maria João Luís, Fernando Luís, Fernanda Serrano e Nuno Homem de Sá nos papéis principais da história.
Foi reposta pelo canal TVI Ficção entre 12 de setembro de 2015 e 9 de abril de 2016, substituindo Tu e Eu e antecedendo Louco Amor.
A telenovela foi reexibida entre 6 de novembro de 2017 e 21 de novembro de 2018, ao longo de 257 episódios, ao início da tarde, na TVI. Com a chegada de Secret Story 7, Sedução passou a ser emitida às 15h00. No final deste programa, regressou ao horário inicial: 14h45. A telenovela foi um “bónus” do horário, por isso não substituiu nenhuma novela nem foi substituída no final. Em agosto de 2024, passou a ser reposta nas madrugadas da TVI, entre a reposição de uma outra novela (O Beijo do Escorpião até outubro de 2024 e a sequela de Jardins Proibidos a partir desse mesmo mês) e o espaço das televendas. Neste horário, substituiu uma reposição de Deixa Que Te Leve e foi substituída, em fevereiro de 2025, por Remédio Santo.

## História
Esta é uma novela cuja história foi pensada no sentido de resgatar as grandes histórias das «Mulheres Coragem». As mães que tudo fazem pelos filhos, as mulheres pobres que vencem na vida, o triunfo de valores como a dedicação e o sacrifício, a força do poder matriarcal. Sedução é o retrato da enorme dimensão da vida de uma mulher: do seu trabalho à sua família, das suas paixões às suas mágoas.
Esta história centra-se em Maria Alice Mendes Soares (Maria João Luís), uma mãe de família, trabalhadora e dedicada, que se esforça para dar conforto à sua família, mas o marido e os filhos nunca estão satisfeitos. Ela assiste, involuntariamente, ao envolvimento do marido, Belmiro Soares (Nuno Homem de Sá), num crime juntamente com um vizinho, Vicente (João Tempera). Este último ameaça-a e esta é obrigada a desaparecer para salvar a vida dos seus filhos, Tiago Mendes Soares (Pedro Granger), Vitória Mendes Soares (Margarida Vila-Nova) e Ana Mendes Soares (Sara Butler). Quando regressa, encontra Belmiro casado com a cunhada, Júlia Alves Soares (Fernanda Serrano), e os filhos felizes a viverem com eles e a fortuna da tia.
Júlia é a viúva de Aníbal Soares, irmão de Belmiro, e é apaixonada pelo cunhado desde os tempos em que era casada com o irmão deste. Belmiro e Júlia chegaram a ter um caso, mas este terminou por um motivo inesperado, que encerra um segredo que atormenta Júlia e vai mantê-la ligada a Belmiro para sempre. Há quem comece a desvendar este mistério e Júlia fará tudo para que ninguém descubra a verdade. Júlia vê no desaparecimento de Alice a sua grande oportunidade de se aproximar de Belmiro.
Quando tudo parece perdido para Alice, Mário Almeida (Fernando Luis) surge na sua vida, depois da morte de Humberto Almeida (Ruy de Carvalho), com a notícia de uma herança que lhe vai permitir abrir o seu cabeleireiro de sonho.
Alice entrega-se ao trabalho e constrói um negócio de sucesso tornando-se uma mulher rica. É nesse momento que se vê confrontada com um extraordinário dilema moral: o que fazer, agora, ao marido e filhos que, por puro interesse, se querem voltar a aproximar dela? Perdoá-los e recebê-los de braços abertos? Ou seguir com a sua vida, como eles fizeram com as deles, sem nunca olhar para trás?

## Elenco
- Fernanda Serrano - Júlia Alves Soares (Antagonista)
- Maria João Luís - Maria Alice Mendes Soares (Protagonista)
- Fernando Luís - Mário Almeida (Protagonista)
- Nuno Homem de Sá - Belmiro Soares (Antagonista)
- Pedro Granger - Tiago Mendes Soares (Co-Antagonista)
- Margarida Vila-Nova - Vitória Mendes Soares (Co-Protagonista)
- Dalila Carmo - Sofia Almeida (Co-Antagonista)
- Maria João Bastos - Ester Vasconcelos
- Joaquim Horta - Rui Paredes
- Sofia Grillo - Carmo Sampaio
- Marco Delgado - Samuel Braga
- São José Correia - Flor Pires
- Paula Neves - Laura Nobre Faria
- Paulo Rocha - Danilo Mascarenhas
- Bárbara Norton de Matos - Raquel Pinto
- Nuno Távora - Miguel Alves
- Sofia Ribeiro - Rita Martins
- Pedro Barroso - Nuno Baptista
- Fernando Pires - Tomás Alves Soares
- Mafalda Luís de Castro - Inês Dias
- Frederico Barata - Alexandre (Alex) Vieira
- Leonor Biscaia - Diana Silva
- Luís Simões - Guilherme Silva Faria
- Sara Butler - Ana Mendes Soares
- Maria Henrique - Carla
- Rui Neto - Rúben Caeiro
- Joana Figueira - Lurdes
- Sílvia Rizzo - Natália
- João Tempera - Vicente
- Cristiana Milhão - Marisa Dumont
- Paulo Matos - Aníbal Soares

Atrizes Convidadas:
- Helena Isabel - Mafalda Silva Faria
- Rita Salema - Irene Santos

Participações Especiais:
- Ruy de Carvalho - Humberto Almeida
- João Perry no papel de José Carlos Faria
- Marques d'Arede - Dr. Fontes
- Cristina Oliveira - senhora da receção

Elenco Infantil:
- Francisco Fernandez - Martim Vasconcelos Paredes

Participações em "José Carlos Faria convida...":
- Nidia Sofia Janeiro
- Rui Mateus
- Manuel Luís Goucha
- Sofia Alves
- José Cid

## Audiência
O primeiro episódio, transmitido a 25 de Outubro de 2010, registou 14.4% de audiência média e 36.5% de share. Já o último episódio, transmitido a 3 de Setembro de 2011, domingo, registou 8.5% de audiência média e 34.4% de share. O melhor episódio foi emitido a 27 de Outubro de 2010, com 14.4% de audiência média e 38.1% de share. Os 242 capítulos de Sedução registaram 7.1% de audiência média e 29.6% de share.
- A re-estreia de Sedução no horário da tarde foi líder nas audiências com 369.400 telespectadores com 3,8% de rating e 25,5% de share.[5]
- A 28 de dezembro de 2017, Sedução bateu o seu melhor resultado de audiência 5,1%/21,1% (496.400 espectadores em média).[6]